# Jalón
|  | Aquest article tracta sobre el riu. Vegeu-ne altres significats a «Xaló». |

El Jalón és un riu castellà i aragonès afluent per la dreta de l'Ebre. Neix a la Fuente Vieja, al peu de la Sierra Ministra, vora el poble de Benamira, llogaret del municipi de Medinaceli (Sòria). Baixa molt encaixonat al seu pas per Castella però un cop passat Arcos de Jalón entra a la depressió de Monreal de Ariza.
En entrar a l'Aragó rep per l'esquerra els rius Nágima i Henar. Més tard rep els rius Monegrillo, Piedra, Mesa i Manubles i vora Calataiud rep les aigües del Jiloca, el Perejiles i el Ribota. I un cop entra a la depressió de l'Ebre rep els rius Aranda, Grío i Alpartir; finalment desemboca a l'Ebre vora Torres de Berrellén.